# Central Tejo (funcionament)
Bàsicament, el funcionament d'una central termoelèctrica és bàsic: cremar combustible per a crear vapor i, aquest alhora, fer moure un turboalternador per a generar energia elèctrica. Però no tot és tan senzill, per a tal causa és necessari un gran i complex entramat de circuits interns d'aire i aigua, i la crema d'un combustible fòssil que, en el cas de la Central Tejo, era el carbó.

## Carbó
Els vaixells carregats de carbó provinent, la seua majoria, d'Anglaterra, arribaven fins al moll de la central; de seguida es col·locaven uns taulons per salvar el pas del vaixell al moll i, durant dies, els operaris anaven descarregant el carbó per deixar-lo en diverses piles a la plaça del carbó. Començava ara i aquí tot el procés productiu d'electricitat en la Central Tejo.
El transport del carbó cap al circuit d'alimentació de les calderes era realitzat a través de vagonetes manuals que anaven des de les piles fins al garbell i el triturador. Després passava pels sinfins que l'elevaven cap a les sitges mescladores, les quals emmagatzemaven els diversos tipus de carbó per possibilitar una mescla equilibrada per a la bona combustió en la caldera.
Ja mesclats, tornaven a pujar per un altre sinfí fins al tapet de distribució de carbó, situat al pis superior de l'edifici de calderes. Des d'aquest tapet, el carbó queia a les tremuges i d'aquí es distribuïa, a través dels tubs de caiguda, sobre el tapet rotatiu de graella, ja dintre de la caldera, on començava a poc a poc a cremar-se produint una temperatura ambient al seu interior, d'uns 1.200 °C.

## Circuits de la caldera
Principalment, la caldera estava constituïda per tres circuits: el d'aigua-vapor, aire-fums i cendres. Les funcions de cadascun d'ells era indispensable i complementari de l'altre; el circuit d'aire-vapor tenia per funció transformar l'aigua en vapor; el circuit d'aire-fums era de gran importància, ja que, el millor o pitjor aprofitament del circuit, variaria el rendiment de la caldera; i finalment, el circuit de les cendres on es recollia el carbó o les cendres de la caldera.

L'aigua necessària per a la producció del vapor era tractada i circulava en circuit tancat, entrava a la caldera a través de l'economitzador situat en la part posterior i d'aquí passava al barrilet, situat al sobre de la caldera, el qual funcionava com un dipòsit d'aigua i vapor fent d'enllaç entre tots dos circuits. Del barrilet, l'aigua descendia per les anomenades parets Bailey, és a dir, les parets situades en la part interna del forn de la caldera, dissenyades per mantindre l'escalfor al seu interior i realitzades en ferro colat, amb nombrosos tubs verticals al seu interior per on discorria l'aigua alhora que la vaporitzava. Aquesta mescla de vapor i aigua pujava novament cap al barrilet, el vapor anava cap al sobreescalfador, un conjunt de tubs situats també en l'interior del forn, on es transformava el vapor humit en sec obtenint-hi una gran pressió (38 kg/cm² i 450 °C) per enviar-lo amb les condicions necessàries cap a la turbina de la sala de màquines.
Alhora que aigua i vapor, també era necessari aire per a la combustió del carbó. La major part d'aquest circuit es trobava en la part posterior de la caldera; aprofitant la màxima temperatura ambient que sortia per sobre d'ella, era recollida pel ventilador d'aire primari que l'enviava cap a l'escalfador i, d'aquí, al ventilador d'aire secundari que la destinava cap al tapet de graella per avivar les flames. Per la seua banda, els fums provinents de la crema del combustible eren aspirats pels ventiladors d'extracció de fums que els enviaven cap a l'atmosfera a través de la xemeneia; ans d'això però, l'escalfor d'aquests fums era reutilitzat per avivar les flames i també era filtrat per a reduir les emissions.
L'últim circuit, el de les cendres, està situat sota la caldera. Per cada una d'elles existeixen tres tremoges en forma piramidal inversa destinats a recuperar el carbó no cremat, el semi-cremat i les cendres de carbó. El situat just sota els tubs de caiguda, és a dir, al principi del tapet de graella, recollia els trossos de carbó que havien sortit fora del tapet en el moment de la distribució; el situat enmig, recollia el carbó semi-cremat que havia caigut del tapet degut a les vibracions de la caldera; el carbó recuperat d'aquests dipòsits era enviat cap a la plaça del carbó, al principi del circuit d'alimentació de les calderes, per a reaprofitar-lo. Finalment, el tercer dipòsit, situat al final del tapet de graella, recollia les cendres de carbó, a la seua sortida hi ha un triturador, alleujat amb aigua per a refrescar les cendres. Aquestes, eren transportades en vagonetes cap a l'exterior i dipositades en una sitja anomenada "skip das cinzas", situada a la plaça del carbó.

## Depuració d'aigües
L'aigua conduïda cap a la caldera era totalment pura i circulava per un circuit tancat; al contrari del que es podria deduir a priori, la central no utilitzava l'aigua del riu Tajo per a vaporitzar-la sinó que aquesta provenia de la xarxa urbana. Primerament, era emmagatzemada al castell d'aigua situat al terrat de l'edifici de calderes d'alta pressió i, posteriorment, era tractada en la Sala d'Aigües on es realitzaven tres funcions principalment: tractament, preescalfament e bombament d'aigua
El tractament era d'una gran importància, ja que, les mateixes impureses de l'aigua i l'excés d'oxigen, podia rovellar els tubs i perforar les aspes de les turbines; a més d'acumular-se i incrustar-se petites partícules en el ferro i l'acer, degradant els equipaments i reduint el seu rendiments. És per això que tota l'aigua arribada a la central era analitzada al laboratori i, després, era sotmesa a un complex tractament de depuració, filtratge i correcció química abans d'entrar al circuit, ja només en forma d'H2O.
Així doncs, després d'aquest tractament, l'aigua havia de ser preescalfada ans de seguir el percurs cap a les calderes, per augmentar el rendiment tèrmic de la combustió. Per aconseguir-ho, endins dels tonells d'escalfament s'utilitzava el vapor recuperat de les turbines, provocant una mudança tèrmica i obtenint una temperatura de 130º.
Amb aquesta temperatura, tan sols restava ficar l'aigua a una certa pressió abans de conduir-la cap a les calderes. El conjunt de bombes de la sala d'aigües garantia el seu transport, ja que dotava a l'aigua d'una pressió de 52kg/cm2, suficients per vencer la pressió oposta existent als barrilets de les calderes.

## Turboalternadors
El vapor produït a les calderes es dirigia a alta pressió (38 kg/cm²) cap als grups generadors, els quals transformaven l'energia tèrmica del vapor en energia mecànica a través de la turbina i, aquesta, en energia elèctrica a la sortida de l'alternador.
Els grups generadors estaven formats per una turbina i per un alternador, d'allí el nom de turboalternador. La turbina disposava de vuit aspes tenint la primera dues corones de pas i, les set restants, tan sols una. El vapor provinent de les calderes, entrava en la caixa de distribució de la turbina, a través de la vàlvula d'admissió. Des d'eixa caixa el vapor, passant pels venturis, entrava en la primera aspa, on s'expandia, adquirint una gran velocitat que posava la turbina a les 3000 rpm. A les següents aspes, la pressió de vapor disminuïa gradualment fins a igualar la pressió del condensador però, la seua velocitat en canvi, es mantenia constant.
Tot açò feia girar les aspes de la turbina i aquesta, a través d'un eix, feia rodar l'alternador, el qual produïa energia elèctrica d'alta tensió per distribuir als consumidors i als propis equipaments elèctrics de la central. L'alternador, bobinat amb estrella, produïa una corrent trifàsic que carregava per a la xarxa una tensió de 10.500 V, amb una freqüència de 50 cicles per segon (cps). El corrent d'excitació de l'alternador era abastit per l'excitatriu, un generador de corrent continu acoblat directament a l'eix el qual, en plena càrrega, tenia una força de 170 Volts CC, amb una intensitat de 340 Amp.
L'energia que produïa cada un dels alternadors, era conduïda cap als entramats de sortida. Cada entramat, o línia, anava destinada a la subestació i, d'allí, s'abastia els diversos clients. El primer entramat tenia una potència de 10 kV instal·lada en la subestació que alimentava la xarxa elèctrica de Lisboa i, alhora, dos entramats més, un de 3,3 kV i l'altre de 30 kV. D'aquests dos entramats, el primer i més antic, a més de subministrar energia a la Xarxa de consumidors, també alimentava els serveis auxiliars de la Central Tejo; del segon, de 30 kV, partien dos caps, un per a Marvila continuant per a Vila Franca de Xira i, l'altre, directament cap a la ciutat de Santarém, per alimentar la clientela industrial, situada al llarg de la seua vall.

## Condensadors
Per la seua banda, el vapor, després de realitzar la seua funció de moure les aspes de la turbina, es dirigia cap als condensadors on es transformava en aigua per tornar-la a utilitzar en les calderes. El vapor entrava en el condensador i, per contacte amb el sistema tubular del seu interior, ple d'aigua gelada, tornava a un estat líquid.
Aquesta aigua de refrigeració era recollida del riu Tajo mitjançant tres conductes d'entrada i un de sortida on, a través de sifonatge, forçaven l'aigua a entrar als canals; l'aigua del riu mai no es mesclava amb l'aigua pura utilitzada en les calderes, ja que, com ja ha estat dit, a l'interior dels condensadors hi havia un sistema tubular per on discorria l'aigua del riu i, el vapor, estava escampat entre l'espai lliure.
Després d'aquesta condensació de vapor, l'aigua resultant era aspirada per les bombes extractores i enviada novament cap al barrilet de la caldera, passant primerament pels escalfadors d'aigua, tancs i bombes d'alimentació i, finalment, per l'economitzador. La recuperació del vapor condensat per a una nova utilització com aigua d'alimentació en la caldera, és el tancament del cicle aigua-vapor d'una central termoelèctrica i la Central Tejo, com a tal, no n'és una excepció.